# Turm und Strang
Turm und Strang (Eigenschreibweise: Turm & Strang) ist eine österreichische Electro-Rockband aus Wien. Sie steht beim Indie-Label Canis Records von Frontman Chris Canis unter Vertrag und ist der Steampunk-Szene zuzuordnen.

## Geschichte
Gegründet wurde Turm und Strang 2015 von dem österreichischen Musiker und Schriftsteller Chris Canis. Im Herbst desselben Jahres veröffentlichte die Band ihre vier Stücke umfassende EP Grautöne. 2016 erschien das Debüt-Album Laudanum ins Ohr mit zehn Musikstücken. Der Song Victoria schaffte es im Herbst 2016 auf den Projekt pop! Sampler der AKM.
In den folgenden Jahren spielte Turm und Strang Auftritte in Österreich, Deutschland, Tschechien, Ungarn und Luxemburg. Ebenso gab es Single-Releases und Songs für Compilations wie Feat. Respect. Zu Corona-Zeiten gründete die Band zusammen mit anderen Steampunk-Acts aus Deutschland und der Schweiz das Steampunk-Musik-Kollektiv zugunsten besserer Vernetzung und Zusammenarbeit.

## Stil

### Musik
Turm und Strang vermischen in ihrer Musik Elemente aus dem Industrial Rock, dem Alternative Rock, der elektronischen Musik, der Neuen Deutschen Härte sowie der Filmmusik. Als musikalische Inspirationsquellen nennt Frontmann Canis in verschiedensten Interviews und öffentlichen Auftritten immer wieder Bands wie Rammstein, Rob Zombie, Nine Inch Nails, Knife Party, Muse, aber auch Projekte wie Two Steps from Hell oder die Musik von Hans Zimmer.
Klangdefinierend in Turm und Strangs Musik sind allem voran die zumeist harten, definierten Gitarrenriffs in Kombination mit Synthesizer- und Orchester-Arrangements sowie sehr rudimentären, stampfenden Drum ’n’ Bass Rhythmen. Die Kompositionen werden seitens der Fangemeinde oft als episch, atmosphärisch und eingängig bezeichnet.

### Texte
Der Bandname Turm und Strang ist ein Wortspiel, das sich von der literarischen Epoche des Sturm und Drang ableitet. In freier Anlehnung an die Intentionen des Sturm und Drang behandeln die Texte von Turm und Strang neben klassischen Liebesballaden vor allem existenzialistische, gesellschafts- und sozialkritische sowie philosophische Themen.
Die deutschsprachigen Songtexte verstehen sich als intellektuell anspruchsvoll und sind lyrisch gehalten. In ihnen arbeitet Canis viel mit Metaphern, Allegorien, Chiffrenlyrik, Gleichnissen, Neologismen und Klangfiguren.

## Diskografie
- 2015: Grautöne (EP, Canis Records)
- 2016: Laudanum ins Ohr (Album, Canis Records)
- 2016: Sukkubus (Single, Canis Records)
- 2016: Nebelmanöver (Single, Canis Records)
- 2016: Dionysos Pass (Single, Canis Records)
- 2017: Schwarzes Licht & Weißes Rauschen (EP, Canis Records)
- 2022: Babylon (Single, Canis Records)
- 2022: Die Arbeiter von Wien (Single, Canis Records)
- 2023: Das Luftschiff (Single, Canis Records)